# جون رولز
جون بوردلي رولز (بالإنجليزية: John Rawls) ‏ (ولد 21 فبراير 1921 - توفي 24 نوفمبر 2002) كان فيلسوفًا أخلاقيًا وسياسيًا في التراث الليبرالي. حصل رولز على كل من جائزة شوك في المنطق والفلسفة والميدالية الوطنية في العلوم الإنسانية في عام 1999، أهداه الرئيس بيل كلينتون هذه الميدالية، تقديرًا لأثر رولز الأدبي في «مساعدة جيل كامل من الأمريكيين المتعلمين على إحياء إيمانهم بالديمقراطية نفسها».
يعتبر رولز من منظري ومؤسسي ليبرالية اجتماعية، حيث اهتم بالعدالة الاجتماعية. يقول الفيلسوف الإنجليزي جوناثان وولف أنه «قد يكون هناك نزاع حول الفيلسوف السياسي الثاني الأكثر أهمية في القرن 20، ولكن لن يختلف أحد على أن الفيلسوف الأول الأكثر أهمية هو: جون رولز».
رأى رولز أن عدم التساوي الاقتصادي يجب أن يخضع لشرطين:
أولا، أن يحصل لمواقع ووظائف مفتوحة للجميع وبشروط تضمن المساواة في الفرص.
وثانيا، أن يعود هذا الفرق الاقتصادي بالنفع على أقل أفراد المجتمع استفادة.
كتب ويل كيمليكا في مقدمته عن هذا المجال عام 1990 «من المقبول عمومًا بدء الولادة الحديثة للفلسفة السياسية المعيارية تزامنًا مع انتشار نظرية جون رولز حول العدالة في عام 1971». يُوصف رولز بأنه أهم فيلسوف سياسي في القرن العشرين. لديه تميز استثنائي بين الفلاسفة السياسيين المعاصرين حيث تستشهد به محاكم القانون كثيرًا في الولايات المتحدة وكندا، ويُشير السياسيون النشطون إليه في الولايات المتحدة والمملكة المتحدة.
تحث نظرية رولز وهي «العدالة بإنصاف» على الحقوق الأساسية المتساوية، تكافؤ الفرص وتعزيز مصالح أفراد المجتمع الأقل حظًا. تستخدم حجة رولز لمبادئ العدالة الاجتماعية تجربة فكرية تُدعى «الموقع الأصلي»، حيث يختار الأشخاص نوع المجتمع الذين يودون العيش تحت لوائه في حالة عدم معرفتهم أي موقع اجتماعي سيشغلونه شخصيًا. تحول رولز إلى مسألة شرعية السلطة السياسية في حالة وجود خلاف مقبول حول طبيعة الحياة الجيدة، في عمله الأدبي اللاحق «الليبرالية السياسية» (1993).

## سيرته الذاتية

### النشأة
وُلد رولز في بالتيمور، ماريلاند، وهو ثاني خمسة أبناء لوليام لي رولز، «أحد أبرز المحامين في بالتيمور»، وآنا أبيل ستامب رولز. ضربت المأساة رولز في سن مبكرة:
مات اثنان من إخوته في الطفولة بسبب إصابتهم بمرض مميت منه. أُصيب رولز البالغ من العمر سبع سنوات بالبكتيريا الوتدية الخناقية، في عام 1928. زاره أخوه بوبي في غرفته، والذي يصغره بـ 20 شهرًا، وأُصيب بالعدوى المميتة منه. أُصيب رولز بالالتهاب الرئوي، في فصل الشتاء التالي. أُصيب الشقيق الأصغر الآخر، تومي، بالمرض ومات منه.
يصف كاتب سيرة رولز توماس بوغ فقدان الأخوين بأنه «أهم الأحداث في طفولة جون».
التحق رولز بمدرسة كالفيرت في بالتيمور لمدة ست سنوات، قبل الانتقال إلى مدرسة كينت، وهي مدرسة إعدادية أسقفية في كونيتيكت. التحق رولز بجامعة برينستون، بعد التخرج في عام 1939، حيث تخرج بامتياز مع مرتبة الشرف وقُبل في نادي آيفي والجمعية الأمريكية للفلاسفة الأحرار. «أصبح مهتمًا بشدة بعلم اللاهوت ومذاهبه» أثناء العامين الأخيرين في برينستون. فكر في الالتحاق بمعهد لاهوتي للدراسة في الكهنوت الأسقفي وكتب «أطروحة دينية كبيرة مكثفة». تأثر رولز بنورمان مالكولم، تلميذ فيتغنشتاين، في برينستون. أكمل درجة البكالوريوس في الآداب في عام 1943، وتجند بالجيش في فبراير من ذلك العام.

### خدمته العسكرية 1943 – 1946
خدم رولز كجندي مشاة في المحيط الهادئ، أثناء الحرب العالمية الثانية، حيث تجول في غينيا الجديدة وحصل على نجمة برونزية؛ وتجول في الفلبين، حيث صمد في حرب خنادق مكثفة وشهد مناظر مروعة مثل رؤية جندي يخلع خوذته ويُصوب رصاصة إلى رأسه، بدلًا من الاستمرار في الحرب. لذلك، فقد إيمانه بالمسيحية.
أصبح رولز جزءًا من جيش احتلال الجنرال ماك آرثر، بعد استسلام اليابان، ونال رتبة رقيب. لكنه أصبح خائب الأمل في القوات المسلحة عند رؤيته آثار حادثة الانفجار الذري في هيروشيما. عصى رولز بعد ذلك أمرًا بتأديب جندي زميل، معتقدًا عدم وجود مبرر للعقاب، ونزلت رتبته إلى عسكري. غادر الجيش في يناير 1946، وهو مُخيب الظن. أصبح رولز ملحدًا، بعد خدمته العسكرية.

### مهنته الأكاديمية
عاد رولز إلى برينستون لمواصلة الدكتوراة في الفلسفة الأخلاقية، في أوائل عام 1946.
تزوج من مارغريت وارفيلد فوكس، خريجة جامعة براون، في عام 1949. أنجبا أربعة أطفال، آن وارفيلد، وروبرت لي، وألكساندر إيموري وإليزابيث فوكس.
بعد حصوله على درجة الدكتوراه من جامعة برينستون في عام 1950، درّس رولز هناك حتى عام 1952 عندما حصل على زمالة فولبرايت من جامعة أكسفورد (كنيسة المسيح)، حيث تأثر بالمؤرخ والباحث السياسي الليبرالي أشعيا برلين والباحث القانوني هربرت هارت. عمل في البداية كمساعد ثم أستاذ مشارك في جامعة كورنيل، بعد عودته إلى الولايات المتحدة. أصبح أستاذًا شاملًا للفلسفة في جامعة كورنيل في عام 1962، وسرعان ما حصل على منصب دائم في معهد ماساتشوستس للتكنولوجيا. انتقل إلى جامعة هارفارد، في نفس العام، حيث دَرّس لمدة أربعين عامًا تقريبًا، ودرب بعض الشخصيات المعاصرة الرائدة في الفلسفة الأخلاقية والسياسية، بما في ذلك توماس ناغيل، ألان غيبارد، أونورا أونيل، إدريان بايبر، إدريان بايبر، إليزابيث إس. أندرسون، كريستين كورسغارد، سوزان نيمان، كلوديا كارد، توماس بوغ، تي إم سكانلون، باربرا هيرمان، جوشوا كوهين، توماس إي هيل غونيور، غورشاران داس، أندرياس تيوبر، صامويل فريمان وبول ويتمان. شغل منصب الأستاذية بجامعة جيمس براينت كونانت في هارفارد.

### حياته اللاحقة
نادرًا ما أجرى رولز مقابلات بسبب وجود تلعثم (نتج جزئيًا عن وفاة اثنين من إخوته، بسبب العدوى التي أُصيب بها رولز) و«كخفاش يخشى أن يكون محطًا للأنظار»، لم يصبح مُفكرًا عامًا على الرغم من شهرته. وبدلًا من ذلك، ظل ملتزمًا بحياته الأكاديمية والعائلية بشكل رئيسي.
عانى من سكتات دماغية عديدة لأول مرة، في عام 1995، مما أعاق بشدة قدرته على مواصلة العمل. ومع ذلك، فقد كان قادرًا على إكمال كتاب بعنوان «قانون الشعوب»، وهو بيان متكامل عن آرائه حول العدالة الدولية، نشر كتاب «العدالة بإنصاف» وهو بيان يرد فيه على انتقادات نظرية العدالة، وكان ذلك قبل وقت قصير من وفاته في نوفمبر 2002.
تُوفي رولز في 24 نوفمبر 2002 ودُفن في مقبرة جبل أوبورن في ولاية ماساتشوستس. تاركًا زوجته، وأطفالهما الأربعة وأربعة أحفاد.

## فكره الفلسفي
نشر رولز ثلاثة كتب رئيسية. الكتاب الأول «نظرية العدالة»، ركز فيه على العدالة في التوزيع وحاول التوفيق بين المطالب المتنافسة لقيم الحرية والمساواة. الكتاب الثاني «الليبرالية السياسية»، تناول مسألة تأثير انقسام المواطنين بسبب خلافات دينية وفلسفية عنيدة على إقرار نظام ديمقراطي دستوري. أما الكتاب الثالث «قانون الشعوب» وركز فيه على قضية العدالة العالمية.

## الجوائز والتكريمات
- النجمة البرونزية للعمل الإذاعي خلف خطوط العدو في الحرب العالمية الثانية.[35]
- جائزة شوك في المنطق والفلسفة (1999).
- الميدالية الوطنية في العلوم الإنسانية (1999).
- سُمى الكويكب 16561 باسم رولز تكريمًا له.

## الاستقبال والتأثير
جون رولز هو موضوع المسرحية الموسيقية «نظرية العدالة»، وهي مسرحية موسيقية مُرشحة لجوائز وُوصفت أنها «غنائية وراقصة بالكامل على نحو صاخب، خلال 2500 عام من الفلسفة السياسية». عُرضت المسرحية الموسيقية للمرة الأولى في أكسفورد في عام 2013 وأُحييت في مهرجان أدنبره فيرينغ.

## وصلات خارجية
- جون رولز على موقع أرشيف الشارخ.
- جون رولز على موقع الموسوعة البريطانية (الإنجليزية)
- جون رولز على موقع مونزينجر (الألمانية)
- جون رولز على موقع إن إن دي بي (الإنجليزية)